# Nescafe Extra Challenge
Nescafé Extra Challenge — пригласительный снукерный турнир, проходивший только один раз — в 1993 году в Бангкоке, Таиланд.
Турнир был примечателен тем, что для его победителя, Ронни О'Салливана, это был первый титул в профессиональной карьере. Всего же в Nescafé Extra Challenge участвовали четыре игрока — Джеймс Уоттана, Джон Пэррот, Алан Макманус и Ронни О'Салливан. Весь турнир игрался по круговой системе, то есть «каждый с каждым», и О'Салливан, ставший в итоге чемпионом, опередил местного снукериста Уоттану (при двух победах в трёх матчах у обоих) только по лучшему показателю выигранных фреймов.
Турнир имел профессиональный статус и, по некоторым данным, входил в календарь мэйн-тура. Спонсором соревнования выступила компания Nescafé.

## Победители
| Сезон   | Победитель       | Финалист       | Приз победителю |
| ------- | ---------------- | -------------- | --------------- |
| 1992/93 | Ронни О'Салливан | Джеймс Уоттана | £ 10 500        |